# Gubernia bracławska
Gubernia bracławska (namiestnictwo bracławskie, ros. Брацлавская губерния, Брацлавское наместничество) – gubernia Imperium Rosyjskiego utworzona 23 kwietnia 1793 z terenów województw podolskiego i bracławskiego zagarniętych w wyniku II rozbioru Polski. W ramach reformy administracyjnej Pawła I 12 grudnia 1796 gubernia została zniesiona. Z zachodnich powiatów utworzono gubernię podolską, natomiast wschodnie przyłączono do namiestnictwa kijowskiego przemianowanego na gubernię. Gubernatorem został gen. Berchman. 

## Podział administracyjny
Gubernia została w 1795 r. podzielona na 13 powiatów:
- bracławski (Bracław)
- winnicki (Winnica)
- lityński (Lityn)
- berszadzki (Berszad)
- hajsyński (Hajsyn)
- jampolski (Jampol)
- mohylowski (Mohylów Podolski)
- tulczyński (Tulczyn)
- chmielnicki (Chmielnik)
- machnowski (Machnówka)
- skwirski (Skwyra)
- lipowiecki (Lipowiec)
- piatyhorski (Pjatyhory)